# إسحاق غولدبرغ
إسحاق غولدبرغ (بالإنجليزية: Isaac Goldberg) هو لغوي وصحفي ومترجم أمريكي، ولد في 1887 في بوسطن في الولايات المتحدة، وتوفي في 14 يوليو 1938 في بروكلين في الولايات المتحدة.